# Стеклоуглерод

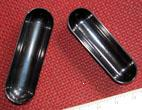
Стеклоуглеродные тигли

Стеклоуглерод — твёрдый материал, сочетающий свойства графита (хорошая электропроводность) и стекла (высокая твёрдость).

## Физические свойства
В зависимости от чистоты, структуры и метода производства свойства стеклоуглерода могут различаться.
- Твёрдость — 7 баллов по шкале Мооса.
- Модуль упругости — 25—35 ГПа.
- Предел прочности на растяжение — 30—75 МПа.
- Предел прочности на изгиб — 100—160 МПа.
- Плотность — 1,5 г/см³.
- Удельное сопротивление — 40—50 Ом·мм²/м.
- Коэффициент теплопроводности (при 20 °C) — 3—8 Вт/(м·К)
- Температурный коэффициент линейного расширения (при 20—1500 °C) — (4,4—5,1)⋅10−6 К−1.
- Газопроницаемость — 10−12—10−9 см²/с

## Химические свойства
Стеклоуглерод состоит из чистого углерода с небольшой примесью высокомолекулярных углеводородов. Его структура сложна и сходна с фуллеренами. Благодаря этому он химически нейтрален и устойчив к коррозии при воздействии кислот, щелочей и растворителей.
В нейтральном газе или в вакууме стеклоуглерод не разрушается и не плавится при нагревании до 3000 °C. На воздухе же при нагревании выше 500 °C он начинает медленно сгорать.

## История открытия
Стеклоуглерод был впервые получен в 1950-х Бернардом Редферном в лаборатории «The Carborundum Company» в Манчестере.

## Получение
Стеклоуглерод получают путём карбонизации высокомолекулярных углеводородов. Обычно используются специальные термореактивные полимеры, которым придают форму нужного изделия, а затем обжигают при температуре порядка 2000 °C в вакууме или инертной атмосфере.
Российская промышленность производит три основные марки стеклоуглерода: СУ-850, СУ-2000 и СУ-2500 (число указывает рабочую температуру).

## Применение
Из стеклоуглерода изготавливают тигли и электроды.